# اچیموتا

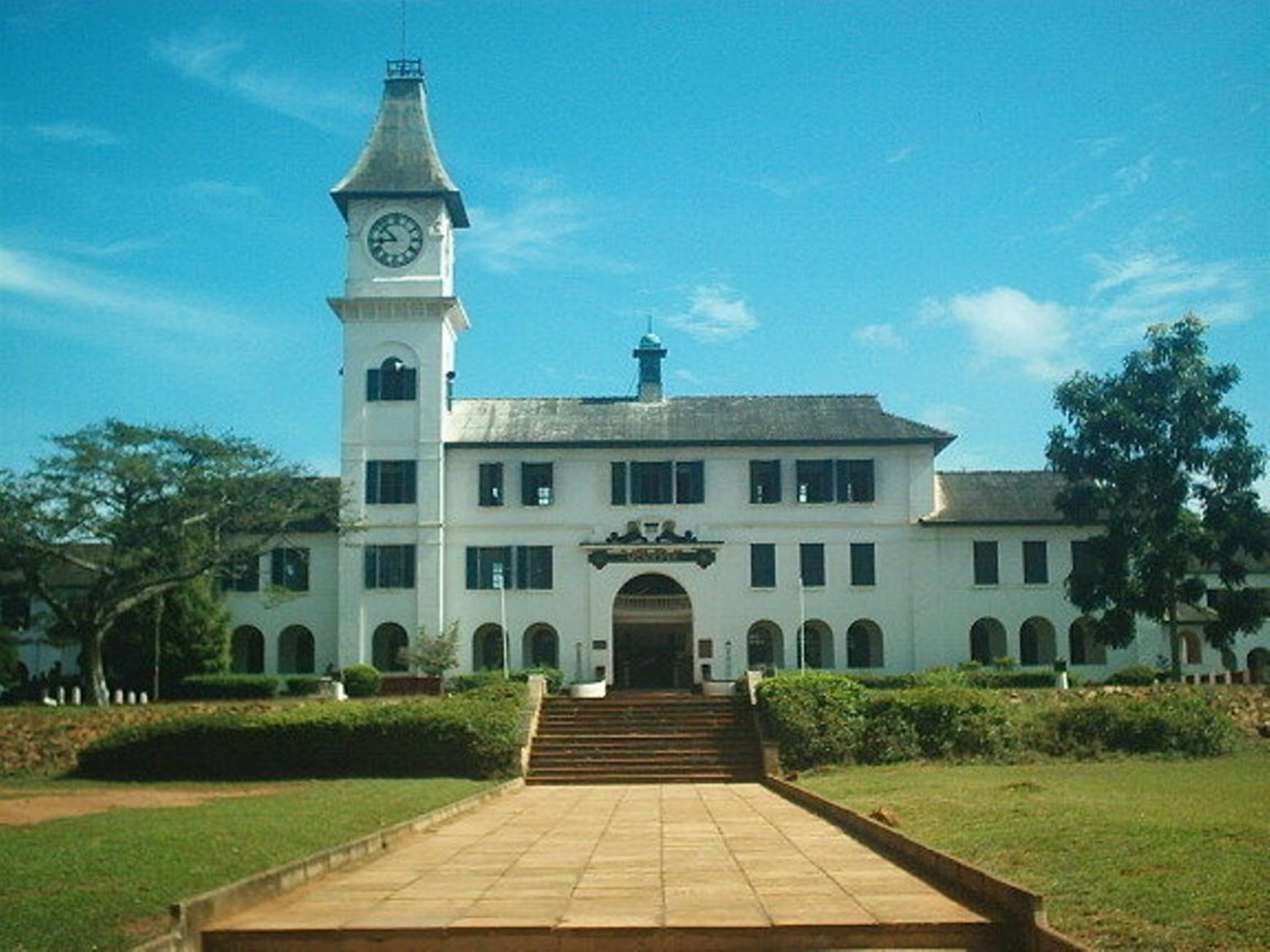
روستای اچیموتا

اچیموتا (به لاتین: Achimota) در غنا است که در منطقه آکرای بزرگ واقع شده‌است.

## خصوصیات
اچیموتا ۲۶ متر بالاتر از سطح دریا واقع شده‌است.